# Saint-Sauveur-le-Vicomte
Saint-Sauveur-le-Vicomte és un municipi francès situat al departament de la Manche i a la regió de Normandia. L'any 2007 tenia 2.063 habitants.

## Demografia

### Població
El 2007 la població de fet de Saint-Sauveur-le-Vicomte era de 2.063 persones. Hi havia 846 famílies de les quals 282 eren unipersonals (109 homes vivint sols i 173 dones vivint soles), 278 parelles sense fills, 246 parelles amb fills i 40 famílies monoparentals amb fills.
La població ha evolucionat segons el següent gràfic:
Habitants censats

### Habitatges
El 2007 hi havia 1.041 habitatges, 862 eren l'habitatge principal de la família, 92 eren segones residències i 86 estaven desocupats. 909 eren cases i 127 eren apartaments. Dels 862 habitatges principals, 545 estaven ocupats pels seus propietaris, 291 estaven llogats i ocupats pels llogaters i 26 estaven cedits a títol gratuït; 38 tenien una cambra, 55 en tenien dues, 101 en tenien tres, 233 en tenien quatre i 435 en tenien cinc o més. 605 habitatges disposaven pel capbaix d'una plaça de pàrquing. A 366 habitatges hi havia un automòbil i a 345 n'hi havia dos o més.

### Piràmide de població
La piràmide de població per edats i sexe el 2009 era:
| Homes | Edats   | Dones |
| ----- | ------- | ----- |
| 0     | 95 o +  | 12    |
| 4     | 90 a 94 | 28    |
| 16    | 85 a 89 | 60    |
| 16    | 80 a 84 | 44    |
| 44    | 75 a 79 | 80    |
| 32    | 70 a 74 | 76    |
| 56    | 65 a 69 | 76    |
| 60    | 60 a 64 | 76    |
| 28    | 55 a 59 | 56    |
| 44    | 50 a 54 | 52    |
| 72    | 45 a 49 | 64    |
| 96    | 40 a 44 | 72    |
| 76    | 35 a 39 | 80    |
| 56    | 30 a 34 | 72    |
| 40    | 25 a 29 | 52    |
| 56    | 20 a 24 | 48    |
| 84    | 15 a 19 | 44    |
| 60    | 10 a 14 | 96    |
| 84    | 5 a 9   | 44    |
| 68    | 0 a 4   | 72    |

## Economia
El 2007 la població en edat de treballar era de 1.196 persones, 840 eren actives i 356 eren inactives. De les 840 persones actives 763 estaven ocupades (432 homes i 331 dones) i 76 estaven aturades (39 homes i 37 dones). De les 356 persones inactives 129 estaven jubilades, 88 estaven estudiant i 139 estaven classificades com a «altres inactius».

### Ingressos
El 2009 a Saint-Sauveur-le-Vicomte hi havia 870 unitats fiscals que integraven 2.036 persones, la mediana anual d'ingressos fiscals per persona era de 15.042 €.

### Activitats econòmiques
Dels 149 establiments que hi havia el 2007, 3 eren d'empreses extractives, 5 d'empreses alimentàries, 3 d'empreses de fabricació d'altres productes industrials, 22 d'empreses de construcció, 43 d'empreses de comerç i reparació d'automòbils, 7 d'empreses de transport, 7 d'empreses d'hostatgeria i restauració, 2 d'empreses d'informació i comunicació, 9 d'empreses financeres, 7 d'empreses immobiliàries, 14 d'empreses de serveis, 17 d'entitats de l'administració pública i 10 d'empreses classificades com a «altres activitats de serveis».
Dels 45 establiments de servei als particulars que hi havia el 2009, 1 era una gendarmeria, 1 oficina de correu, 4 oficines bancàries, 3 tallers de reparació d'automòbils i de material agrícola, 1 taller d'inspecció tècnica de vehicles, 1 autoescola, 4 paletes, 2 guixaires pintors, 6 fusteries, 6 lampisteries, 3 electricistes, 4 perruqueries, 3 veterinaris, 2 restaurants, 2 agències immobiliàries, 1 tintoreria i 1 saló de bellesa.
Dels 17 establiments comercials que hi havia el 2009, 2 eren supermercats, 1 una botiga de més de 120 m², 3 fleques, 3 carnisseries, 1 una botiga de congelats, 1 una peixateria, 2 botigues de roba, 1 una botiga de material de revestiment de parets i terra i 3 floristeries.
L'any 2000 a Saint-Sauveur-le-Vicomte hi havia 73 explotacions agrícoles que ocupaven un total de 2.310 hectàrees.

## Equipaments sanitaris i escolars
El 2009 hi havia 3 farmàcies i 1 ambulància.
El 2009 hi havia 2 escoles elementals. Saint-Sauveur-le-Vicomte disposava de 2 col·legis d'educació secundària amb 430 alumnes.

## Poblacions més properes
El següent diagrama mostra les poblacions més properes.